# Palicourea longiflora
Espèce
Synonymes
Selon Tropicos (29 mai 2024)
- Faramea erythropoda Miq.
- Nonatelia longiflora Aubl. - Basionyme
- Oribasia longiflora (Aubl.) J.F. Gmel.
- Palicourea longiflora (Aubl.) A. Rich.
- Palicourea xanthina DC.
- Psychotria longiflora (Aubl.) Willd.
- Uragoga longiflora (Aubl.) Kuntze
- Uragoga paraensis (Müll. Arg.) Kuntze
- Uragoga xanthina (DC.) Kuntze

Selon GBIF (29 mai 2024)
- Nonatelia longiflora Aubl. - Basionyme
- Oribasia longiflora (Aubl.) J.F.Gmel.
- Palicourea diversicolor Müll.Arg.
- Palicourea longiflora (Aubl.) A.Rich.
- Psychotria diversicolor Müll.Arg.
- Psychotria longiflora (Aubl.) Forsyth f.
- Psychotria longiflora (Aubl.) Willd.
- Psychotria longiflora Poir.
- Psychotria paucifolia Willd.
- Psychotria paucifolia Willd. ex Spreng.
- Uragoga diversicolor (Müll.Arg.) Kuntze
- Uragoga longiflora (Aubl.) Kuntze

Palicourea longiflora est une espèce d'arbuste d'Amérique du sud, appartenant à la famille des Rubiaceae.

## Description
Palicourea longiflora est un arbuste ou arbre, glabrescent, atteignant jusqu'à 3(–7) m de haut. 
On compte 2 feuilles par noeud, mesurant 6-20 × 3,5-8 cm, avec des pétioles longs de 3-11 mm.
Les stipules sont réunies autour de la tige, formant une gaine longue de 0,5-1 mm, et des lobes longs de 0,5-1 mm.
L'inflorescence est orange à rouge, avec des pédoncules longs de 2-8,5 cm, et une portion ramifiée largement pyramidale à corymbiforme mesurant 3-6 × 4-8 cm. 
Les bractées florales sont longues de 0,5-2 mm.
Les limbe du calice est long de 0,2-0,5 mm.
La corolle est jaune à orange à la base, rose à rouge ou pourpre à l'apex, avec un tube long de 14-28 mm, et des lobes de 2-3 mm.
Le fruit mesure 4-5 × 5-6 mm et contient 2 pyrènes.

En 1953, Lemée en propose la description suivante de Palicourea longiflora :

« P. longiflora A. Rich. xanthina Dec ., Nonatelia l. Aubl. non ex Steud. in Flora XXVI, 763). Arbrisseau à rameaux cylindriques; feuilles de 0,10-0,18 sur 0,03.0,08, pétiolées ovales ou ovales-oblongues ou lancéolées longuement atténuées-acuminées, à base aiguë ou obtuse, scabres sur les 2 faces et un peu pubescentes en dessous, avec 8-12 paires de nervures saillantes en dessous, stipules à lobes très petits acuminés ; panicules courtes ou corymbes à long pédoncule pubérulent, bractées petites, bractéoles () ; fleurs à calice très court à larges segments, corolle de 14.20 mm., étamines des fleurs à court style exsertes, celui-ci de 14 mm., dans les autres de 22 mm. ; drupe à 2 noyaux côtelés. - Maroni-Charvein (R. Benoist) ; herbier Lemée : Maroni (crique Coswine), panicule rouge, fleurs d'un rose carminé. »

— Albert Lemée, 1953.

## Répartition
Palicourea longiflora est présent du Venezuela (Amazonas : Cerro Aratitiyope, Río Guainía, Río Negro, Río Orinoco, Río Ventuari) au Brésil, en passant le Guyana, le Suriname, la Guyane et l'Équateur.

## Écologie
Palicourea longiflora pousse dans les forêts de plaine à feuilles persistantes, forêts de pente de tepui, à 100-1 000 m d'altitude.

## Usages
Les feuilles de Palicourea longiflora sont cardiotoxiques pour le bétail du fait de leur teneur en oxalate de calcium, en acide methyl-salicylique, et en acide monofluoracetique.
Un champignon endophyte de Palicourea longiflora présente une activité anti-microbienne.

## Protologue

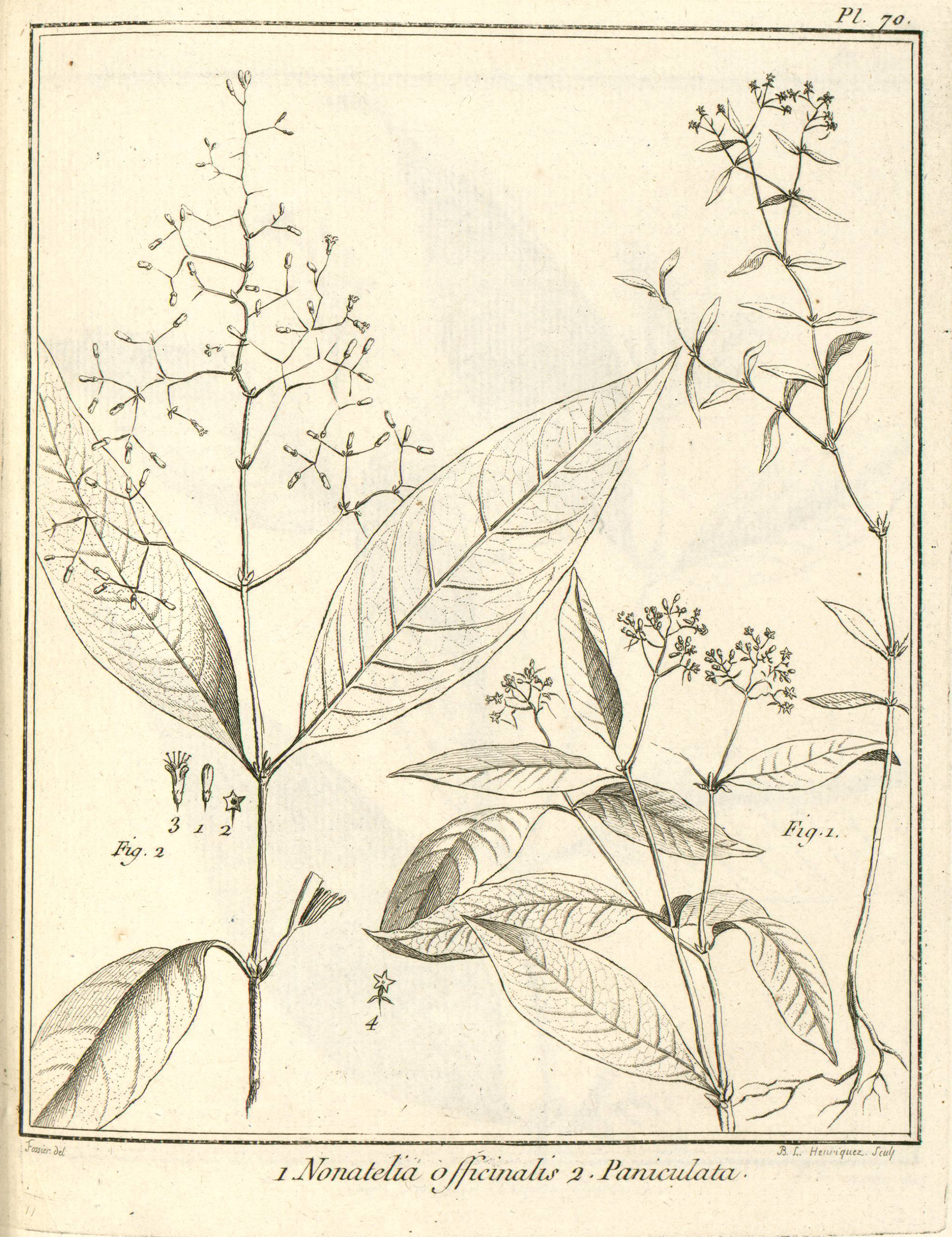
planche 70 par Aublet (1775) Nonatelia longiflora (= Palicourea longiflora)

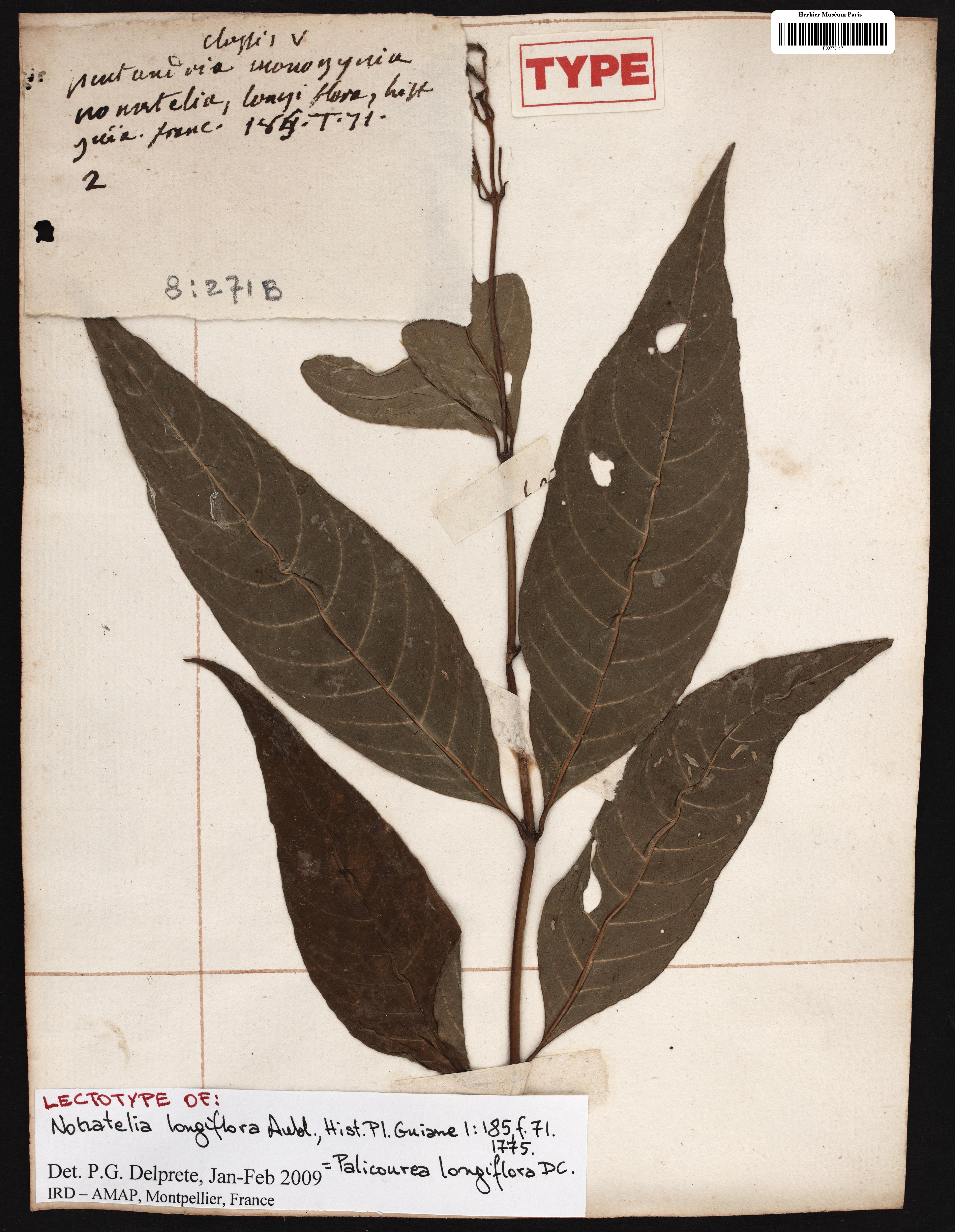
échantillon type de Nonatelia longiflora (syn. Palicourea longiflora) collecté par Aublet en Guyane

En 1775, le botaniste Aublet a premièrement décrit Palicourea longiflora sous le nom de Nonatelia longiflora et en a proposé le protologue suivant : 

« 3. NONATELIA (longiflora) foliis lanceolatis, glabris ; corollis tubuloſis ; fructu rufeſcente. (Tabula 71.)
Planta perennis, plurimos caules, nodoſos, ramoſos, tubulatos, bipedales aut tripedales è radice emittens. Folia oppoſita, lato-lanceolata, acuta, luteo-virenria, glabra, integerrima, petiolata. Stipulæ amplexicaules, quadrilobæ, adnexæ. Flores corymboſi, terminales. Calix nudus ; corolla tubuloſa, ventricoſa, purpuraſcens, Bacca globoſa, purpurea, decemſtriata, quinquelocularis.
Florebat fructumque fercbat Auguſto.
Habitat in ſylvis territorii Oyac.

L'AZIER à longue fleur. (PLANCHE 71.)
La racine de cette plante pouſſe pluſieurs tiges droites, noueuſes, branchues & rameuſes, hautes de deux ou trois pieds. Les tiges, les branches & les rameaux ſont creux. Les nœuds des branches & des rameaux ſont garnis de deux feuilles oppoſées, & diſpoſées en croix, elles ſont liſſes, d'un vert jaunâtre, entières ovales, & terminées par une longue pointe. Le pédicule eſt court: il s'unit avec celui qui lui eſt oppoſé par deux stipules oppoſées & intermédiaires, qui forment une gaîne qui entoure le nœud. Chaque ſtipule eſt diviſée en deux petites parties larges & aiguës. Les feuilles naiſſantes ſont purpurines. Les plus grandes feuilles ont ſix pouces de longueur ſur deux de largeur.
Les fleurs naiſſent à l'extrémité des rameaux ſur un long pédoncule, en forme de bouquet dont les branches ont à leur naiſſance une petite écaille. Ce bouquet eſt rouſſâtre.
Le calice de la fleur eſt d'une ſeule pièce, en forme de coupe à cinq petites dentelures.
La corolle eſt monopétale. Son tube eſt long, grêle, renflé vers ſon pavillon, qui eſt partagé en cinq lobes obtus.
Les étamines ſont au nombre de cinq, placées ſur la paroi interne & ſupérieure du tube au deſſous de ſes diviſions.
Les filets ſont blancs. L'anthère eſt longue, à deux bourſes, & paroit au deſſous de l'orifice du tube. Celui-ci eſt attaché autour d'un diſque qui couronne l'ovaire.
Le piſtil eſt un ovaire entoure du calice avec le fond duquel il fait corps. Il eſt ſurmonté d'un style qui ſe partage par le bout en deux filets terminés par un stigmate obtus.
L'ovaire conjointement avec le calice devient une baie rouſſâtre à dix canelures. Elle eſt à cinq loges qui contiennent chacune une semence cornée.
J'ai trouvé cette plante au bord des bois du quartier d'Oyac : elle étoit en fleur & en fruit dans le mois d'Août. »

— Fusée-Aublet, 1775.